# Бленді Ідрізі
Бленді Ідрізі (алб. Blendi Idrizi, нар. 2 травня 1998, Бонн, Німеччина) — косовський футболіст, атакувальний півзахисник німецького клубу «Шальке 04» та національної збірної Косова.

## Клубна кар'єра
Бленді Ідрізі народився у німецькому місті Бонн у родині косовських переселенців. Футболом почав займатися у віці 13 - ти років у місцевих командах регіональних ліг. У 2018 році Ідрізі приєднався до першої команди з Регіональної ліги «Алеманія» з Аахена. Вже у липні того року Ідрізі дебютував у першій команді.
Через рік футболіст перейшов до «Фортуни» з Кельна. В цій команді він провів лише половину сезону 2019/20, а взимку 2020 року приєднався до клубу «Шальке 04». В новому клубі Ідрізі починав грати у другій команді, що також виступає в Регіональній лізі. Лише у травні 2021 року Бленді зіграв перший матч в основі у рамках Бундесліги. За результатами того сезону «Шальке 04» вилетів до Другої Бундесліги але Ідрізі залишився в клубі.

## Збірна
У 2017 році Бленді Ідрізі отримав перший виклик до молодіжної збірної Косова на тренувальний збір. А першу гру за молодіжку футболіст провів лише у жовтні 2019 року. 1 червня 2021 року у товариському матчі проти команди Сан-Марино відбувся дебют Ідрізі у національній збірній Косова.